# Malcolm Turnbull
Malcolm Bligh Turnbull (sinh ngày 24 tháng 10 1954) là một chính khách thuộc Đảng Tự do Úc (2015-2018), là Thủ tướng Úc kể từ ngày 15 tháng 9 năm 2015 đến ngày 24 tháng 8 năm 2018. Sau khi tuyên thệ nhậm chức trước Toàn quyền Úc Peter Cosgrove, ông trở thành Thủ tướng thứ 29 của nước này. Ông cũng đồng thời là dân biểu địa hạt bầu cử Wentworth kể từ năm 2004.
Sau khi tốt nghiệp trung học tại trường Sydney Grahham School, Turnbull theo học tại Đại học Sydney và tốt nghiệp với hai tấm bằng xã hội nhân văn và luật. Sau đó ông giành được học bổng Rhodes để theo học chuyên ngành Luật trường Brasenose College, Đại học Oxford và nhận bằng Cử nhân Luật Hành chính. Trước khi tham gia chính trường, Turnbull đã làm nhiều công việc khác nhau, từ ký giả, luật sư đến nhân viên ngân hàng và nhà góp vốn liên doanh. Năm 1993, ông được nhóm vận động Phong trào Cộng hòa Úc (ARM) tín nhiệm bầu làm chủ tịch của nhóm này, và ông giữ chức đến năm 2000.
Sự nghiệp chính trị của ông tiến triển thuận lợi. Năm 2007 khi ông được thủ tướng đương nhiệm John Howard chọn làm Bộ trưởng Môi trường và Nguồn nước. Đến tháng 9 năm 2008, ông được các nghị sĩ Đảng Tự do Úc bầu làm lãnh tụ đảng này, và trở thành Lãnh tụ đối lập trong Quốc hội. Cuối năm 2009, khi Turnbull công khai quyết định ủng hộ chương trình Giảm Ô nhiễm Carbon của chính phủ đảng Lao động, ông bị Tony Abbott tranh quyền và lên thay Turnbull làm lãnh tụ Đảng Tự do Úc và lãnh tụ đối lập. Mặc dù dự tính rời khỏi chính trường, ông vẫn ở lại làm nghị sĩ Hạ viện và sau này được bổ nhiệm làm Bộ trưởng Truyền thông trong Nội các của Abbott vào tháng 9 năm 2013.
Trong cuộc bỏ phiếu kín trong nội bộ đảng ngày 14 tháng 9 năm 2015, Abbott đánh mất ghế lãnh tụ Đảng Tự Do vào tay Turnbull với số phiếu áp đảo 44-54.
Ngày 24 tháng 8 năm 2018, Thủ tướng Australia Malcolm Turnbull đã mất vị trí lãnh đạo đảng cầm quyền Tự do trong lần thách thức thứ hai từ cựu bộ trưởng Nội vụ Peter Dutton.
Điều này cũng đồng nghĩa việc ông Turnbull sẽ phải từ chức thủ tướng.
Ông Scott Morrison, cựu bộ trưởng Tài chính Australia, giành chiến thắng trước cựu bộ trưởng Nội vụ Peter Dutton trong cuộc bỏ phiếu nội bộ đảng ngày 24 tháng 8 năm 2018. Với 45/85 phiếu bầu giành được, ông Morrison sẽ trở thành lãnh đạo mới của đảng Tự do và là thủ tướng thứ 30 của Australia.

## Xuất thân
Malcom Turnbull sinh ra tại thành phố Sydney, tiểu bang New South Wales ngày 24 tháng 10 năm 1954 là con của Ông Bruce Bligh Turnbull và Bà Coral Magnolia Lansbury. Ông cố của Malcolm được sinh ra tại Anh. Cha của ông là một nhà môi giới khách sạn; mẹ ông là một nhân viên đài phát thanh, nhà văn và một người họ hàng xa của bộ phim Anh và diễn viên truyền hình Angela Lansbury. Bố mẹ ông chia tay lúc ông được chín tuổi, mẹ ông đã bỏ nước Úc để đi định cư tại New Zealand và sau đó bà đã định cư tại Mỹ. Ông Malcom đã được bố mình chăm sóc và nuôi nấng cho đến tuổi vị thành niên.
Ba năm đầu tiên ông được học tại trường Caucluse Public School sau đó ông tiếp tục theo học tiểu học tại trường Randwick Sydney Grammar Prep. Đến cấp hai ông được một phần học bổng và học trung học tại trường Sydney Grammar School ở đường College ở Sydney.